# أبوبكر عباس
أبو بكر عباس (مواليد 1 نوفمبر 1998) سباح سوداني. في عام 2019، مثل السودان في بطولة العالم للألعاب المائية 2019 في غوانغجو بكوريا الجنوبية. تنافس في سباقي 50 متر سباحة حرة [الإنجليزية] و 100 متر سباحة صدر رجال [الإنجليزية] .
تأهل لتمثيل السودان في دورة الألعاب الأولمبية الصيفية 2020 في طوكيو باليابان. كان أحد حاملي علم السودان خلال موكب الأمم الأولمبية الصيفية 2020 [الإنجليزية] كجزء من حفل الافتتاح في 23 يوليو 2021.